# Людомил Гюркович
Людомил Гюркович (Ludomił Gyurkovich, 23 листопада 1899, Станиславів, нині Івано-Франківськ — 20 липня 1980, Кельці) — польський архітектор, реставратор.

## Біографія
Представники родини Гюрковичів прибули до Львова із Сербії у часи Весни народів. Людомил Гюркович народився 1899 року в Станиславові (тепер Івано-Франківськ). Був одним із трьох дітей у сім'ї Леона Гюрковича — правника, пізніше директора Казенної палати у Львові. Мати Ядвіга з Суліславських. 1917 року закінчив Другу реальну школу у Львові. Навчався у Відні, а 1926 року закінчив архітектурний факультет Львівської політехніки.
1926 року став членом Політехнічного товариства у Львові. 26 листопада того ж року обраний «членом-заступником» до правління Кола архітекторів польських у Львові. Був асистентом на кафедрі містобудування Львівської політехніки. Працював у технічному управлінні магістрату. Заснував власне архітектурно-будівельне підприємство з офісом на вулиці Дверницького, 2 (тепер вул. Свєнціцького). До 1934 року спільником був інженер Станіслав Маліна. У Львові від 1930 року проживав у віллі, збудованій за власним проєктом на вулиці Обводовій, 6 (тепер вулиця Труша). Згодом був головним архітектором Центрального промислового округу в Сандомирі. Після війни працював у Сандомирі, Острівці-Свентокшиському і Кельцях. Помер 20 липня 1980 року в Кельцях.
Будівлі Гюрковича відносяться до функціоналізму, часто доповнені елементами історичних стилів. Були також приклади спрощеного бароко (каплиця в Кульпаркові), неокласицизму (власна вілла у Львові). Окрім архітектурних робіт Гюркович також автор нереалізованого проєкту вітражів для костелу в селі Скелівка Старосамбірського району (1920-ті роки, співавтор Вітольд Равський). 1927 року створив низку креслень і замальовок, які ілюстрували статтю Ігнатія Дрекслера про регуляцію міських вулиць. 1930 року виконав фронтиспис для виданої у Львові книжки «Semper Fidelis. Obrona Lwowa w obrazach współczesnych».

## Проєкти
- Реставрація понищеного артобстрілом 1915 року костелу в Тарнобжегу в місцевості Мехоцін. Затверджений львівським консерватором проєкт Гюрковича від 1928 року передбачав добудову півциркульної у плані каплиці з півночі, а також крухти і вежі із заходу. Реалізовано лише каплицю. Викладено нові склепіння, замінено конструкції даху і збудовано нову сигнатурку. Ззовні до стін добудовано підпори (можливо однак, що лише облицьовано цеглою старі). Роботи завершено 1931 року.[12]
- Каплиця в селі Кульпарків (тепер місцевість у Львові). Збудована у 1926—1927 роках у формах сильно спрощеного бароко. Зруйнована 1970 або 1973 року.[9]
- Костел у Чишках, збудований значною мірою 1928 року, але до 1939-го остаточно не завершений. Проєкт створено вже у тракті будови (точна дата початку робіт невідома, можливо 1915 рік). Початково існував неоготичний проєкт дорожного інженера Євстахія Коссоноги, створений за зразком Маєрського.[13]
- Реставрація триярусної ренесансної аркади-лоджії у подвір'ї будинку № 6 на площі Ринок у Львові у 1926—1929 роках. Виконана спільно з Вавжинцем Дайчаком. Від початку XIX ст. аркада була забудована флігелями.[14]
- Власна вілла Гюрковича на вулиці Труша, 6 у Львові. Збудована 1930 року.[7]
- Проєкт костелу у Хмелиськах від 1929 року. Не був прийнятий до реалізації.[15]
- Відбудова костелу у Старих Скоморохах. Проєкт 1929 року, реалізований до 1932. Спорудженням керував будівничий Владислав Гертман. Загальна брила має традиційні форми, але з модерністичним фасадом, позбавленим оздоб. Існував також нереалізований проєкт Станіслава Бліхарського від 1925 року.[16]
- Склеп Гюрковичів на Личаківському цвинтарі, споруджений 1933 року. Увінчаний рельєфом «Воскресіння святого Лазаря», виконаний за ескізом Гюрковича ймовірно Юліаном Міколайським.[17]
- Головний вівтар львівського костелу святої Єлизавети у стилі ар деко. Мармурово-алебастровий, місцями золочений, з металевими та бетонними елементами, створений у 1930—1934 роках[18] (існують також версії про 1928—1934[19] і про 1928—1933 роки[20]). Співавтор архітектор Юзеф Шостакевич, проєкт модифікував архітектор Вавжинець Дайчак. Вівтар виконала Фабрика алебастрових виробів у Журавно. Дев'ять стюкових і алебастрових скульптур створила Яніна Райхерт-Тот.[18]
- Каплиця у Гвардійському Теребовлянського району. Будувалась із великими перервами у 1925—1937 роках. Приписується Гюрковичу. За будовою каплиця майже ідентична до його костелу у Скоморохах (1929—1932).[21]
- Реставрація парафіяльного костелу в Журові. Тривала до 1938. Проєкт перебудови захристії, невідомо чи реалізований.[22]
- Металеві ґрати у стилі ар деко над дверима кам'яниці № 4 на площі Ринок у Львові (кінець 1920-х).[23]
- Костел в Матеушувці у модернізованих необарокових формах. Проєкт 1929 року, будівництво тривало у 1931–1939.[24]
- Костел Матері Божої Параманної і монастир кармелітів босих у Львові в місцевості Персенківка. Проєкт 1931 року передбачав монастир і тринавовий костел у простих помірковано-модерністичних формах із деякими історичними елементами, такими як руст, антаблемент, обрамлення вікон. У тракті реалізації протягом 1932—1938 років проєкт зазнав змін. Довелось відмовитись від високої вежі-дзвіниці, східчастий фронтон костелу замінено на трикутний. Будівництвом від імені спілки Гюрковича і Станіслава Маліни керував Володимир Ващишин.[25]
- Проєкт прибудови присінка у формах каплиці з куполом до костелу кларисок у Львові, 1930 рік. Не був прийнятий до реалізації.[26]
- Проєкт костелу в Маріямполі, створений 1930 року, реалізовувався від 1935-го. У 1939-му додатково спроєктував плебанію, яку того жроку реалізовано.[27]
- Проєкт вівтаря святої Терези парафіяльного костелу в Рудках. Виконаний 1931 року, скульптури авторства Міколайського.[28]
- Генеральний план Коломиї (1930-ті).[29]
- Генеральний план Кольбушової (1930-ті).[29]
- Костел святого Андрія в селі Двікози Сандомирського повіту. Проєкт 1940 року, реалізований у 1956—1965.[30]
- Костел у селі Моравиця поблизу Кельців, 1975 рік.[31]
- Невстановлені роботи в костелі кармелітів босих у Загір'ї.[3]
- Невстановлені роботи в костелі Марії Магдалини у Львові.[3]
- Керівництво спорудженням «Дому солдата» у Львові на площі Петрушевича.[1]
- Каплиця в селі Загір'я-Кукільницьке. До початку Другої світової збудована, але не викінчена.[32] За формами близька до костелу у Скоморохах Бучацького району. На цій підставі авторство приписується Гюрковичу.[21]